# Natàlia Buksa
Natàlia Buksa (ucraïnès: Наталія Ігорівна Букса; Lviv, 6 de novembre de 1996) és una jugadora d'escacs ucraïnesa que té els títols de Gran Mestre Femení des de 2015 i de Mestre Internacional des de 2018.
A la llista d'Elo de la FIDE del maig de 2020, hi tenia un Elo de 2410 punts, cosa que en feia la jugadora número 5 (femenina, en actiu) d'Ucraïna, el número 92 del rànquing ucraïnès absolut, i la 55a millor jugadora mundial. El seu màxim Elo va ser de 2437 punts, a la llista del setembre de 2018.

## Resultats destacats en competició
El 2015 es proclamà Campiona del món juvenil, i mercès a això va obtenir el títol de Gran Mestre Femení, i es va classificar pel Campionat del món de 2017.
El 2018 va guanyar el Campionat femení d'Ucraïna a Kíev, i el mateix any fou guardonada amb el títol de Mestre Internacional per la FIDE.

## Vida personal
Buksa està casada amb el Gran Mestre Internacional àzeri Rauf Mamedov.